# Burgruine Reichenstein (Oberpfalz)
Die Burgruine Reichenstein befindet sich auf dem Reichenstein im Schönseer Land über der Gemeinde Stadlern im Oberpfälzer Landkreis Schwandorf in Bayern. Die Anlage wird als Bodendenkmal unter der Aktennummer D-3-6441-0022 im Bayernatlas als „archäologische Befunde und Funde im Bereich der mittelalterlichen Burgruine "Reichenstein"“ geführt. Ebenso ist sie unter der Aktennummer D-3-76-167-9 als denkmalgeschütztes Baudenkmal von Stadlern verzeichnet.

## Geographische Lage
Die Ruine der Gipfelburg liegt auf dem Gipfel des Reichensteins, eine Erhebung im Oberpfälzer Wald bei Stadlern. Sie liegt auf 874 Meter über Normalnull.

## Geschichte
Die Oberpfalz ist die burgenreichste Gegend Deutschlands. Im näheren Umfeld vom Reichstein lagen die Burgen Frauenstein bei Weiding, Flossenbürg, Leuchtenberg, Trausnitz, Tännesberg, Gleiritsch (Burg Plassenberg), Haus Murach (Obermurach) und Thanstein. Durch die Gegend führten im Mittelalter  Handelswege nach Osten. Aus dem Osten erfolgten aber auch immer wieder Einfälle auf die neu besiedelten Gebiete des Bayerischen Nordgaus.
Über die Entstehung und die Erbauer der Höhenburg Reichenstein ist nichts bekannt. Vermutlich entstand sie im 12. bis 13. Jahrhundert aus einem frühen Siedlungsmittelpunkt. Im 13. Jahrhundert befand sich die Burg im Besitz der böhmischen Herren von Hostau. 1333 kam sie durch Kauf an die Landgrafen von Leuchtenberg. „Am 29. Mai 1350 trugen die Landgrafen von Leuchtenberg ihre Herrschaften Pleistein und Reichenstein dem König Karl IV. als böhmisches Lehen auf“. Am 28. Januar 1366 kam Reichenstein mit Schönsee an den Landgrafen Johann von Leuchtenberg und am 23. April 1416 wurde Reichenstein mit Schönsee an den Ritter Tobias von Waldau verkauft. Im Jahre 1431 eroberten die Husiten den Reichenstein. Herzog Johann von Neunburg erreichte durch Belagerung am 14. September 1432 die Rückgabe der Burg. Im Jahre 1514 kauften Jobst Schlüsselfelder, Hans Reich und Hieronymus Holfelder von Ulrich, Jörgen und Sebastian von Waldau das Schloss Reichenstein und die Stadt Schönsee um 3900 rheinische Gulden. Da der Kaufpreis noch nicht ganz bezahlt war, behielten die Verkäufer Reichenstein und Schönsee als Pfand. Als weiterer Besitzer folgte Heinrich von Plauen, Graf zum Hartenstein. „Kurz darauf kam die Herrschaft Reichenstein-Schönsee in den Besitz des Ritters Thomas Fuchs von Wallburg“. Fuchs besaß ferner die Herrschaften Schneeberg, Tiefenbach, Frauenstein und Winklarn. Reichenstein-Schönsee und Frauenstein-Winklarn blieben bis in das 19. Jahrhundert zusammen. Die Verwaltung erfolgte von dem im 16. Jahrhundert neu errichteten Schloss Winklarn aus.

## Beschreibung
Heute zeigt die geheimnisumwitterte Ruine außer geringen Mauerresten noch den Stumpf des runden Bergfriedes.

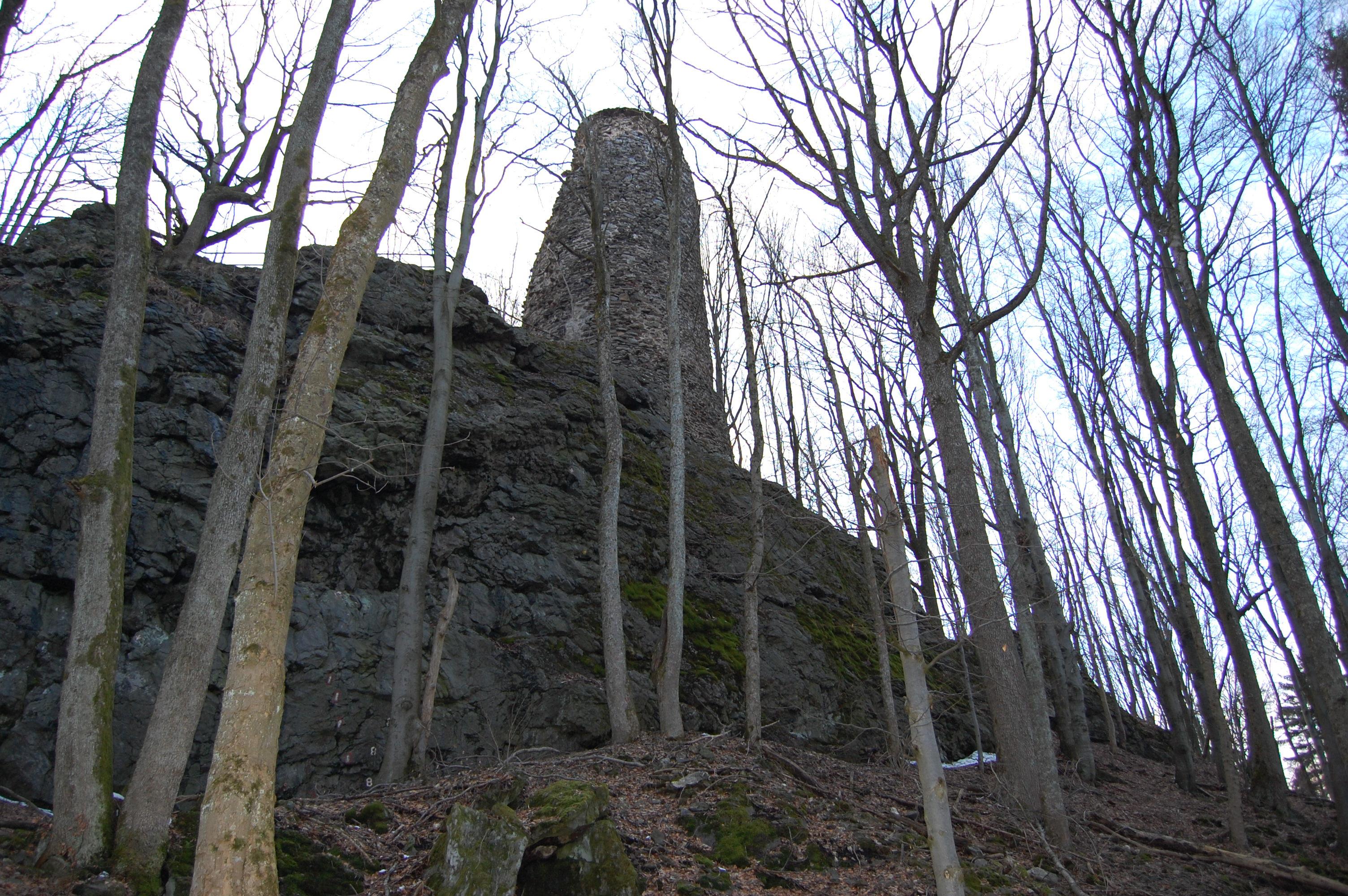
Burgruine Reichenstein
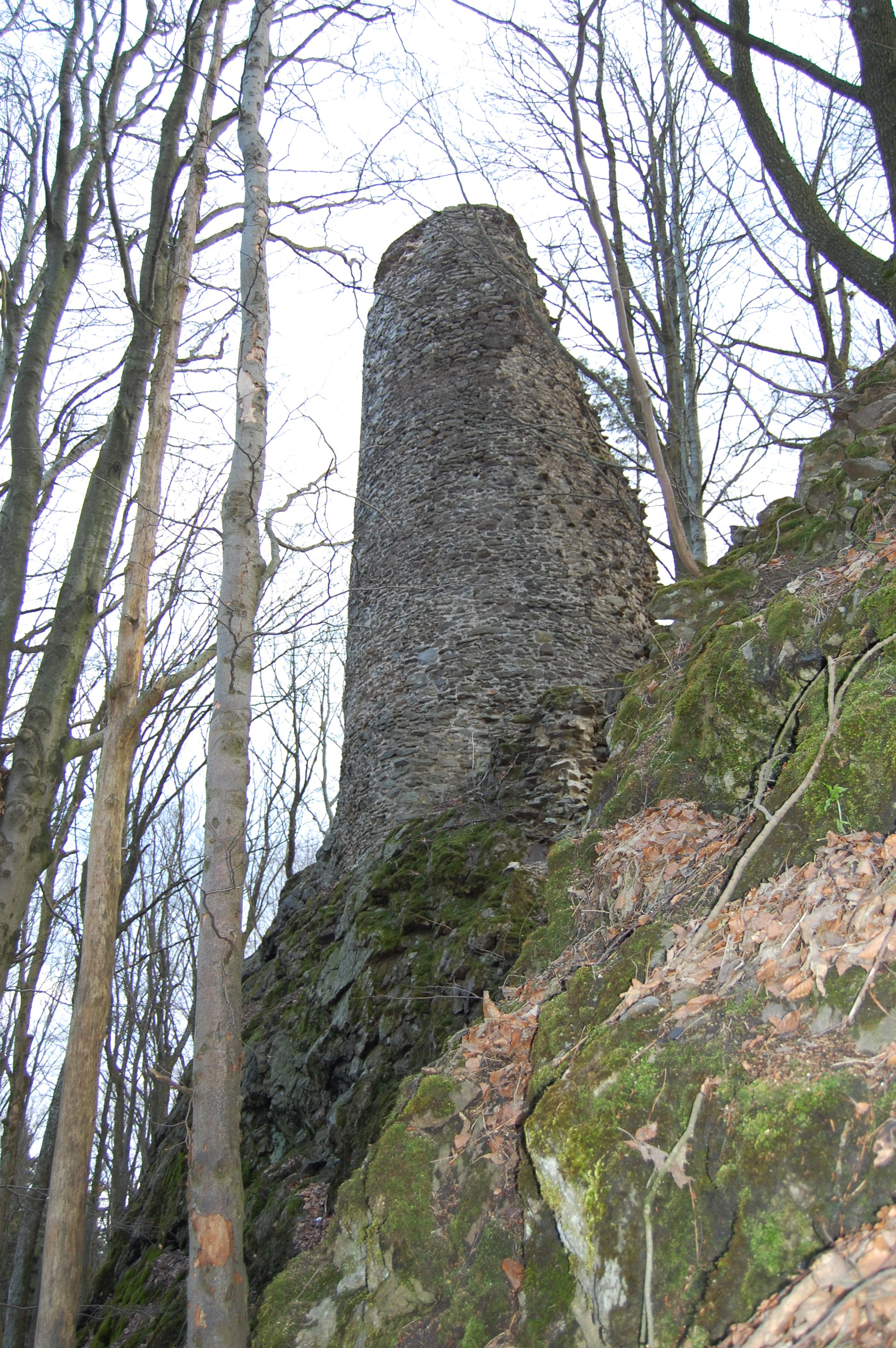
Turm der Burgruine
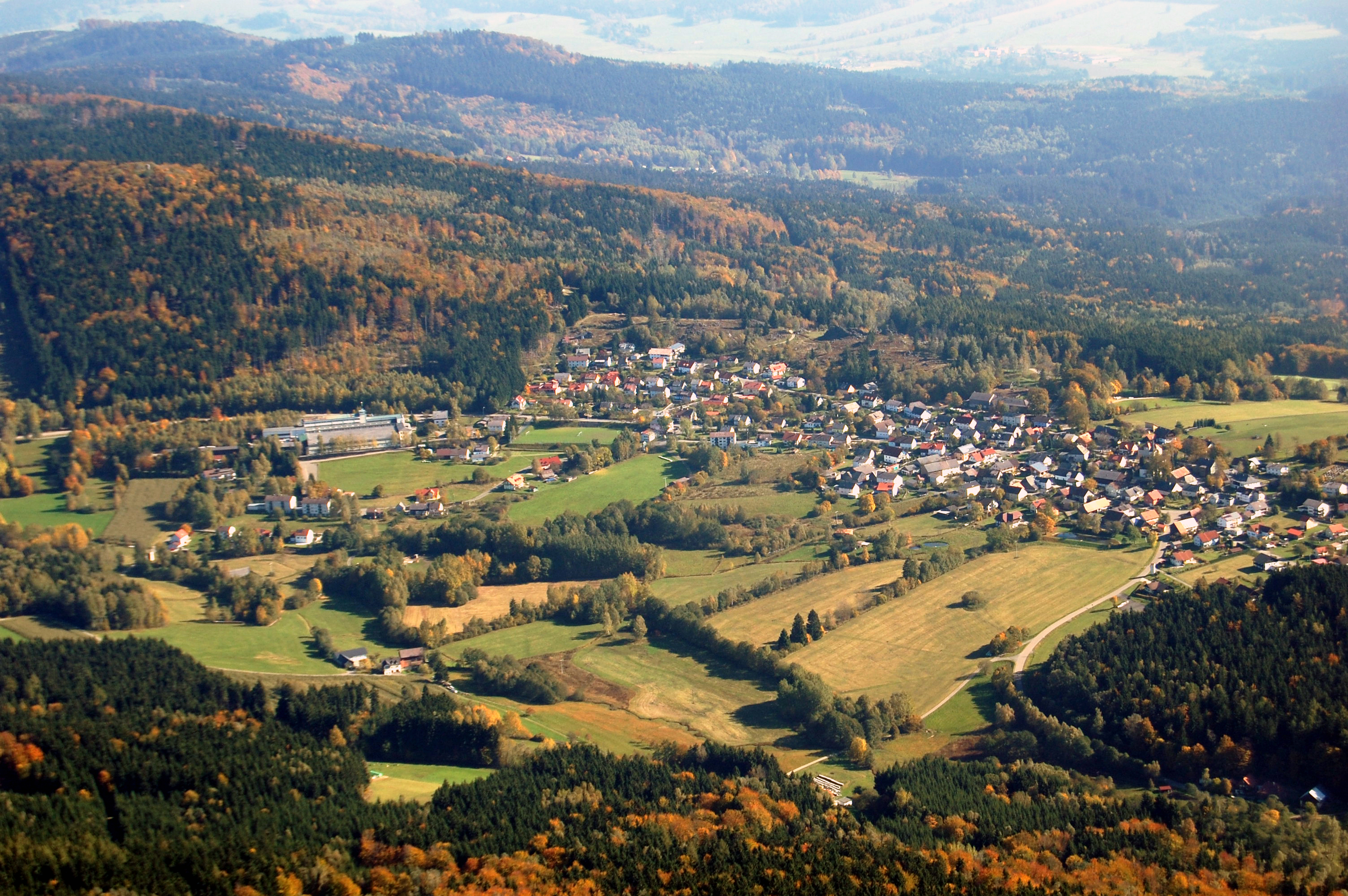
Stadlern (2010)
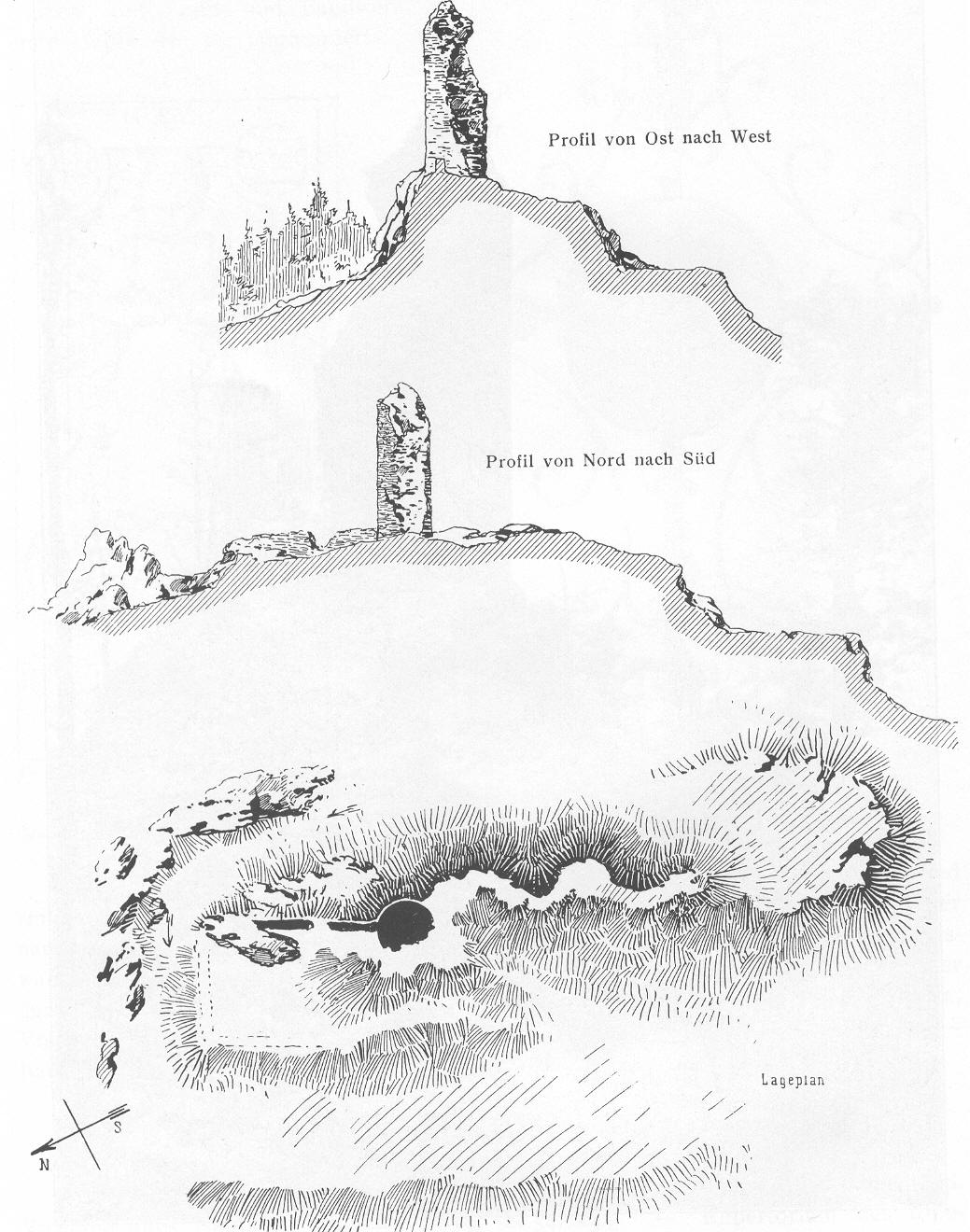
Profile 1906
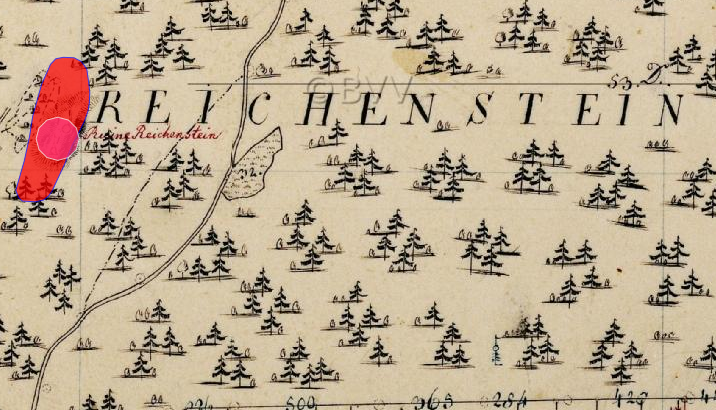
Lageplan von Burgruine Reichenstein auf dem Urkataster von Bayern